# Keita Endo
Keita Endo (japonsky 遠藤 渓太, * 22. listopadu 1997) je japonský fotbalista.

## Klubová kariéra
S kariérou začal v japonském klubu Yokohama F. Marinos. Titul získal v roce 2019.

## Reprezentační kariéra
Jeho debut za A-mužstvo Japonska proběhl v zápase proti Číně 10. prosince 2019. Endo odehrál za japonský národní tým celkem dvě reprezentační utkání.

## Statistiky
| Japonsko | Japonsko | Japonsko |
| Roky     | Záp.     | Góly     |
| -------- | -------- | -------- |
| 2019     | 2        | 0        |
| Celkem   | 2        | 0        |